# Amastus esamenae
Amastus esamenae là một loài bướm đêm thuộc phân họ Arctiinae, họ Erebidae.